# Museo Nacional de Arte de Guatemala
El Museo Nacional de Arte de Guatemala (también conocido como el MUNAG) es un museo de arte ubicado en Antigua Guatemala, Sacatepéquez .Este lugar tiene como objetivo incorporar, resguardar, proteger, fomentar y divulgar el Patrimonio Cultural de la Nación, a través de la exhibición de piezas y obras de los diferentes períodos históricos del país. El museo cuenta con elementos tecnológicos y recursos audiovisuales, así como áreas educativas y de actividades culturales.

## Información
El museo está ubicado en el Palacio de los Capitanes Generales, que data del siglo XVI y que fue la sede de la Capitanía General de Guatemala. El edificio también está declarado Patrimonio de la Humanidad por la UNESCO. La primera fase del museo fue inaugurada el 10 de septiembre de 2021. Las obras de la segunda fase del museo comenzaron el 1 de diciembre de 2021. Un año después, el 1 de agosto de 2022, se inauguró la segunda fase del museo, añadiendo 10 salas al espacio expositivo. El museo recibió más de 500 visitantes en su primer día de funcionamiento tras la finalización de la segunda fase. El museo ha recibido más de 175.000 visitantes desde su inauguración en septiembre de 2021.
El museo ha recibido financiamiento del Banco Centroamericano de Integración Económica pero recibe la mayoría de sus fondos del Ministerio de Cultura y Deportes de Guatemala. A 2021, el presupuesto operativo del museo era de aproximadamente 567.000 quetzales guatemaltecos al año.

## Colección
El museo tiene más de 842 metros cuadrados de espacio de exposición, y contiene obras de arte del período precolonial, colonial y republicano. Las obras mas viejas tienen más de 3.000 años.
Algunas de las piezas más antiguas de la colección del museo provienen de los sitios arqueológicos del Parque Nacional Tikal (en el Departamento de Petén ) y Takalik Abaj (en El Asintal, Departamento de Retalhuleu ). Esto incluye obras como el dintel del Templo III de Tikal y las ofrendas funerarias del rey K'utz Chman.